# Stab Wounds
Albums de Dark Fortress
Profane Genocidal Creations
(2003) Séance
(2006)
Stab Wounds est le troisième album studio du groupe de black metal symphonique allemand Dark Fortress.
L'illustration de la pochette de l'album a été faite par Travis Smith de Trivium.
Une version limitée vinyle de l'album est sortie en décembre 2004. Elle inclut trois titres supplémentaires, dont une reprise.
L'album est sorti le 11 juin 2004 sous le label Black Attack.

## Musiciens
- Azathoth - chant
- Asvargr - guitare
- V. Santura - guitare
- Draug - basse
- Paymon - claviers
- Seraph - batterie

## Liste des morceaux
| No  | Titre                                  | Durée |
| --- | -------------------------------------- | ----- |
| 1.  | Iconoclasm Omega                       | 6:41  |
| 2.  | Self Mutilation                        | 6:45  |
| 3.  | Stab Wounds                            | 8:11  |
| 4.  | When 1000 Crypts Awake                 | 4:00  |
| 5.  | Despise the "Living"                   | 5:36  |
| 6.  | A Midnight Poem                        | 8:47  |
| 7.  | Rest in Oblivion                       | 8:29  |
| 8.  | Vanitas...No Horizons                  | 1:24  |
| 9.  | Like a Somnambulist in Daylight's Fire | 7:52  |
| 10. | Sleep!                                 | 3:16  |

| 11. | Endtime (reprise de Katatonia) | 8:21 |

| 11. | I Am the Black Wizards (reprise de Emperor) |  |
| 12. | The Cryptic Winterforest                    |  |
| 13. | Towards Immortality                         |  |